# Catena Krafft
La Catena Krafft è una struttura geologica della superficie della Luna.